# Avec le sang des autres
Cet article possède un paronyme, voir Le Sang des autres.
Pour plus de détails, voir Fiche technique et Distribution.
Avec le sang des autres est un documentaire français réalisé par Bruno Muel, sorti en 1975.

## Synopsis
La vie quotidienne et les conditions de travail des ouvriers à la chaîne de l'usine Peugeot de Sochaux dans les années 1970.

## Fiche technique
- Titre : Avec le sang des autres
- Réalisation : Bruno Muel (groupe Medvedkine de Sochaux)
- Assistant : Alain Périsson
- Commentaire dit par Pierre Santini
- Photographie : Bruno Muel, assisté de Claude Blaquières
- Son : Théo Robichet
- Mixage : Antoine Bonfanti
- Musique : Fanfare Aubépine - Chanson de Francis Taillard
- Montage : Anna Ruiz, assistée de Juliane Ruiz
- Production : Slon - Iskra
- Tournage : Sochaux (1973-1974)
- Durée : 52 minutes
- Date de sortie : 1975